# سفیدابروی سه‌رگه
سفیدابروی سه‌رگه (نام علمی: Tchagra jamesi) نام یک گونه از سرده سفیدابرو است.